# Борисов, Виталий Иванович
Виталий Иванович Борисов (22 декабря 1913 (4 января 1914) — 10 октября 1996) — конструктор Горьковского автомобильного завода, лауреат Сталинской премии.
Родился в селе Давыдов Брод (сейчас Великоалександровский район Херсонской области Украины) в семье служащих.
Окончил Херсонский техникум механизации и электрификации (1932).
Работал на Горьковском автомобильном заводе: конструктор конструкторско-экспериментального отдела, ведущий конструктор, начальник конструкторской группы, помощник главного конструктора, главный конструктор, ведущий инженер-конструктор группы газотурбинных двигателей, начальник конструкторского бюро, помощник главного конструктора по электрооборудованию.
Лауреат Сталинской премии (1947, в составе коллектива) — за создание грузового автомобиля ГАЗ-51.
Награждён орденами «Знак Почёта» (09.01.1952); Трудового Красного Знамени (05.03.1974); медалями, в том числе «За трудовое отличие» (29.12.1941).
Умер и похоронен в Нижнем Новгороде.
Сочинения:
- Автомобиль "Волга" и его модификации [Текст] : Конструкция и техн. обслуживание / В. И. Борисов, А. И. Гор, А. М. Невзоров и др. ; Под ред. А. Д. Просвирнина. - 2-е изд., перераб. - Москва : Машиностроение, 1964. - 427 с. : ил.; 22 см.
- Автомобиль ГАЗ-21 "Волга" [Текст] / В. И. Борисов, А. И. Гор, В. Ф. Гудов и др. - Москва : Транспорт, 1969. - 360 с. : ил.; 22 см.
- Автомобиль "Чайка" М-13 и М-13Б [Текст] : Устройство, регулировка и рекомендации по ремонту / В. И. Борисов, А. И. Гор, О. И. Пелюшенко и др. ; Горьк. автомоб. завод. - Горький : Волго-Вят. кн. изд-во, 1965. - 416 с. : ил.; 22 см.
- Автомобиль ГАЗ-53А [Текст] / В. И. Борисов, С. Г. Гуткин, И. В. Ирхин и др. ; Под ред. конструктора А. Д. Просвирнина. - Москва : Машиностроение, 1968. - 382 с. : ил.; 22 см.
- Автомобиль "Волга" и его модификации [Текст] : Конструкция и техн. обслуживание / В. И. Борисов, А. И. Гор, Ю. А. Морозов и др. ; Под ред. конструктора А. Д. Просвирнина. - 3-е изд., перераб. - Москва : Машиностроение, 1967. - 431 с. : ил.; 22 см.
- Автомобиль М-21 "Волга" [Текст] : Конструкция и техн. обслуживание / В. И. Борисов, А. И. Гор, А. М. Невзоров и др. ; Под ред. конструктора А. Д. Просвирнина. - Москва : Машгиз, 1962. - 448 с. : ил.; 22 см.
- Автомобиль ГАЗ-66 [Текст] : Конструкция и рекомендации по техн. обслуживанию / В. И. Борисов, А. И. Гор, С. Г. Гуткин и др. ; Под ред. конструктора А. Д. Просвирнина. - Москва : Машиностроение, 1966. - 420 с. : ил.; 22 см.
- Автомобили ГАЗ-53А и ГАЗ-66 [Текст] : Техн. обслуживание и ремонт / В. И. Борисов, И. А. Генералов, В. В. Гнетнев [и др.] ; Под ред. конструктора А. Д. Просвирина. - Москва : Транспорт, 1969. - 367 с. : ил.; 22 см.
- Автомобиль ГАЗ-52-03 [Текст] : Конструкция и рекомендации по техн. обслуживанию / В. И. Борисов, С. Г. Гуткин, И. В. Ирхин и др. ; Под ред. глав. конструктора Горьк. автомоб. з-да А. Д. Просвирнина. - Москва : Машиностроение, 1970. - 344 с. : ил.; 22 см.